# Montserrat Paco i Abadia
Montserrat Paco i Abadia (Sants, Barcelona, 1958) - (les Corts, Barcelona, 2012) Fou una activista social catalana. Va ser militant del PSUC als seus inicis i va estar també vinculada al sindicat CCOO. Als 14 anys va començar a treballar compaginant la feina amb els estudis de comerç mercantil, i des d'aleshores la seva trajectòria professional ha estat relacionada amb tasques administratives. Els anys vuitanta va estudiar la carrera de Psicologia. Està casada i té dos fills.
La seva vida dedicada al voluntariat sempre ha estat lligada al món de l'educació. Fou membre de l'AMPA de l'escola Ítaca durant quinze anys i va assumir-ne la presidència quan el centre —integrat en la cooperativa d'escoles catalanes CEPEPC— va passar a ser de titularitat pública i es va construir un nou edifici. També ha estat membre i presidenta de l'AMPA de l'IES Joan Boscà i ha participat en el Consell Escolar Municipal de Barcelona i el Consell Escolar de les Corts. Actualment és presidenta de la Coordinadora d'AMPA de les Corts, continua vinculada a l'escola Ítaca com a membre de la colla de diables i participa en el Secretariat de Colles Infantils i de la Coordinadora de Diables de Barcelona.
També, durant més de quinze anys, va ser membre de la Federació d'Associacions de Pares i Mares de Catalunya (FAPAC) i vicepresidenta de l'entitat (1997-2000), a més d'ocupar altres càrrecs de responsabilitat i de col·laborar en l'elaboració del Mapa Escolar Municipal i en el projecte Eduquem més enllà de l'horari lectiu. El seu caràcter altruista i voluntari l'ha fet participar en moltes altres activitats cíviques. Ha impulsat diferents actes festius a les Corts, com ara la rua de Carnestoltes, el correfoc unitari o la mostra d'entitats, i ha contribuït també a l'organització de festes de la ciutat com ara la Mercè, Santa Eulàlia, la Cavalcada de Reis, etc. El 2006 va rebre la Medalla d'Honor de Barcelona.